# كوينتاناورتوينو
بلدية كوينتاناورتوينو (بالإسبانية: Quintanaortuño)‏, هي إحدى بلديات مقاطعة برغش, التي تقع في منطقة قشتالة وليون, والتي تقع في شمال غرب إسبانيا.
يبلغ عدد سكانها 139 نسمة وفقاً لإحصائية سنة (2002).